# 戀色空模樣
《戀色空模樣》是Studio綠茶在2010年3月26日發售的戀愛冒險類型成人遊戲。2011年發售Fan disc《戀色空模樣 after happiness and extra hearts》。網路廣播「島與海與☆沖繩」於2009年4月至10月及2010年3月至9月在音泉網路廣播電台發布第1期及第2期，2010年至2011年推出廣播CD。

## 遊戲系統
遊戲共通線分為2部，標題分別為「和她們相遇，神那島的天空染上戀愛的顏色」和「為了奪回學院，神那島上颳起了革命的風暴」。也有分配到各個可攻略角色上的個人線劇情。Fan disc《戀色空模樣 after happiness and extra hearts》新增4名可攻略角色（中西藍子、三木真智子、毛內清美、橋本優喜）。extra hearts有新增的女主線路，after Happiness則是包含本篇線路的後日談。

## 故事
故事主要描述男主角伊東誠悟與各個女主角之間日常生活及主角們與廢校問題作鬥爭。

## 登場角色

### 主要角色
伊東誠悟
就讀於神那島的神那學院的二年生。由於母親調職到神那島，於是隨母親一起從東京搬到神那島居住。
加納佳代子（聲：遠山枝里子）
誠悟被風紀委員追趕到學校後山的時候偶然相遇的少女。
篠原聖良（聲：月城真菜）
有著雙馬尾的金髮。
服部彩（聲：安玖深音）
誠悟小時候來神那島遊玩時認識的朋友，誠悟的青梅竹馬。
内海静奈（聲：さくらはづき）
神那學院的學生會長。
伊東美琴（聲：夏野冰）
誠悟的義妹。

### 其他角色
中西藍子（聲：五行薺）
神那學院學生會的書記。美琴的朋友。
三木真智子（聲：青山由香里）
風紀委員。
毛內清美（聲：木村あやか）
神那學院學生會副會長。静奈的朋友。
橋本優喜（聲：風音）
誠悟的同班同學，聖良的朋友。風紀委員。
坂本結子
誠悟的班導師。

神那學院的校醫。
阿部久志
誠悟的朋友。

## 主題曲

### 戀色空模樣

#### 片頭曲
二人色（第1部、第3部）
歌：Duca / 作詞：（Angel Note） / 作曲・編曲：内藤侑史、（BAL）
Revolution（第2部）
歌：Duca / 作詞：（Angel Note） / 編曲・作曲： 内藤侑史、（BAL）

#### 片尾曲
（第2部）
歌：nao / 作詞：山下慎一狼 / 作曲・編曲：新井健史
（第3部）
歌：霜月遙 / 作詞・作曲・編曲：bassy

### 戀色空模樣 after happiness and extra hearts

#### 片頭曲
歌：Duca、AiRI / 作詞： AIAi / 作曲・編曲：、（BAL）

#### 片尾曲
歌：霜月遙 / 作詞・作曲・編曲：bassy

歌・作詞：Duca / 作曲・編曲：、（BAL）

## 發行
《戀色空模樣》是Studio綠茶的第9部作品，原定於2009年10月發行，9月份釋出試玩版。該作關聯的廣播節目《島與海與☆沖繩》於2009年4月至10月發布，遊戲正式發行後再次發布。

## 評價
《戀色空模樣》在Getchu.com的2010年3月銷量榜上排名第1名，4月排名第11名，上半年排名第2名，全年排名第4名。